# Iacob Mureșianu
Iacob Mureșianu (n. 28 noiembrie 1812, Rebrișoara, (județul Bistrița-Năsăud), Imperiul Austriac – d. 29 septembrie 1887, Brașov, Austro-Ungaria) a fost un publicist, poet și om politic român, membru de onoare (din 1877) al Academiei Române.

## Viața și activitatea
Iacob Mureșianu s-a născut în comuna Rebrișoara, județul Bistrița-Năsăud, la 28 noiembrie 1812.
El a urmat școala grănicerescă din Năsăud, apoi filosofia și teologia la Blaj, sub influența reprezentanților Școlii Ardelene, conform cărora un rol important în evoluția unei națiuni ȋl are cultura.
Venit la Brașov în anul 1837 ca profesor, Iacob Mureșianu a reușit să transforme școala la care lucra în ceea ce a fost Liceul latino-german. Aici a funcționat 19 ani ca profesor și 20 de ani ca director. Preocupat ȋn permanență de organizarea de școli, el a reușit să pună bazele mai multor școli primare și să creeze statutele și programele de studiu în vederea înființării unor facultăți de drept și agronomie cu predare în limba română.

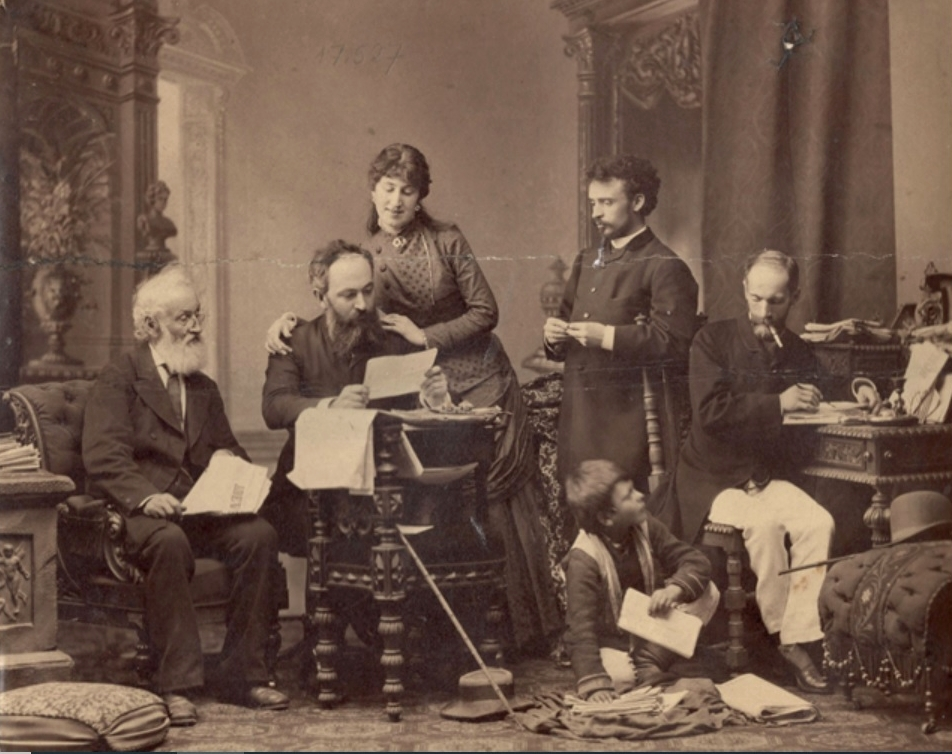
Redacția Gazetei de Transilvania la 1884; de la stânga la dreapta: Iacob Mureșianu, fiul său dr. Aurel Mureșianu, fiica sa Sevastia, redactori de ziar și un copil care vindea ziare

În urma suspendării Gazetei de Transilvania din 13/25 februarie 1850, datorată atitudinii lui George Barițiu, redactorul Gazetei, expusă într-o serie de articole despre revoluția de la 1848 și despre rolul jucat de Avram Iancu în derularea evenimentelor, Iacob Mureșianu a fost cel care a intervenit cu o cerere înaintată guvernatorului Ludwig von Wohlgemuth, astfel că Gazeta de Transilvania a putut să ȋși continue activitatea, dar în condiții mult mai severe, redactorii având obligația să prezinte în prealabil autorităților care se ocupau de cenzură tot ce publicau în ziar, având în vedere și legea presei din anul 1852.
Conducerea redacției a fost preluată de Iacob Mureșianu, care s-a preocupat de modernizarea ziarului, punând accent ȋn articolele publicate pe dezvoltarea învățământului, modernizarea economică, socială și politică. A fost schimbat și aspectul grafic prin înlocuirea alfabetului chirilic cu cel latin. Gazeta de Transilvania, și suplimentul său literar Foaie pentru minte, inimă și literatură, au fost tipărite în primii ani cu alfabet chirilic. În numărul 1 din 2 ianuarie 1852 a apărut, pe prima pagină, primul articol scris cu caractere latine, intitulat „Monarhia austriacă”. În același an s-a trecut la scrierea cu caractere latine a primei pagini, în întregimea sa. Începând cu numărul 1 din 7 ianuarie 1862, Gazeta de Transilvania a fost scrisă integral cu caractere latine. Alte modificări aduse de Iacob Mureșianu au au inclus titlul scris cu caractere aparte, și ȋncepând din această perioadă în ziar sunt publicate numele redactorului și al tipografului.
El a fost director al Gazetei până ȋn anul 1877, când a fost ȋnlocuit de fiul său, Aurel Mureșianu. Prin articolele publicate în Gazetă, pe lângă susținerea drepturilor politice, sociale și economice ale românilor, a contribuit și la popularizarea în Transilvania a principalelor evenimente de peste Carpați: Unirea Principatelor Române de la 1859, reformele lui Alexandru Ioan Cuza, Războiul de Independență al României din 1877, etc. În anul 1868 Iacob Mureșianu a fost acționat în judecată pentru publicarea Pronunciamentului de la Blaj, iar în anul 1877 pentru articolele publicate în care a susținut cauza războiului de independență al României.
Pe plan social, el a sprijinit înființarea gimnaziului românesc din Brașov, a „Reuniunii femeilor române”, a Asociației Transilvane pentru Literatura Română și Cultura Poporului Român (Astra) și a filialei Băncii Albina.
În semn de apreciere a întregii sale activități, a fost primit ca membru de onoare al Academiei Române în anul 1877.